# Fons Sprangers
Alfons (Fons) Sprangers (Meer, 11 maart 1928 – Antwerpen, 28 mei 2013) was een Belgisch ecologistisch politicus voor de lokale partijen Gemeentebelangen (GB) en Fusiebelangen (FB) en vervolgens Agalev en diens opvolger Groen.

## Levensloop
Sprangers werd geboren in Meer als het op één na oudste kind. Hij had 3 zussen en 3 broers. Hij liep school aan het Sint-Victor te Turnhout. Na zijn humaniora ging hij op het gemeentehuis van Meer werken. Tijdens zijn loopbaan volgde hij de avondopleiding bestuurswetenschappen. Hij trouwde en kreeg vier kinderen.
Sprangers was de laatste burgemeester van de voormalige gemeente Meer. Voor de gemeenteraadsverkiezingen van 1976 en fusie van gemeenten in 1977 richtte hij de plaatselijk partij Fusiebelangen op. Na de fusie was hij tot 1983 de eerste burgemeester van de stad Hoogstraten. Nadien werd hij er schepen en bleef gemeenteraadslid voor Agalev en Groen tot eind 2006. Voor zijn politieke verdiensten werd hem de titel van ere-burgemeester toegekend.
Van bij het begin legde Sprangers groene en ecologische accenten in het beleid. Voor er van Agalev en Groen sprake was, was hij de eerste 'groene burgemeester' van België. Zo streed hij onder meer met plaatselijke actiegroepen tegen het rechttrekken van de rivier de Mark. De strijd leverde maar enkele natuurlijke meanders op. De huidige inzichten geven hem nu groot gelijk.